# سپس هیچ‌کدام باقی نماندند (فیلم ۱۹۷۴)
سپس هیچ‌کدام باقی نماندند (انگلیسی: And Then There Were None)  فیلمی در ژانر جنایی-معمایی به کارگردانی پیتر کالینسن است که در سال ۱۹۷۴ منتشر شد. این فیلم با نام Ten Little Indians در آمریکا منتشر شد و در ایران نیز با نام «ده بومی کوچک» در هفته اول شهریور ۱۳۵۵ دوبله و در همان سال منتشر شده است
این فیلم با اقتباس از رمان سپس هیچ‌کدام باقی نماندند از آگاتا کریستی تولید شده است.

## بازیگران
1. شارل آزناوور به نقش میچل رِیوِن
2. استفان اودران به نقش ایلونا مورگان
3. الکه زومر به نقش وِرا کلاید
4. گرت فروبه به نقش ویلم بلور
5. هربرت لام به نقش اردوارد آرمسترانگ
6. الیور رید به نقش هیو لومبارد
7. ریچارد اتنبرا به نقش آرتو کانِن
8. ماریا رم به نقش السا مارتینو
9. آلبرتو د مندوسا به نقش اوتو مارتینو
10. آدولفو چلی به نقش آندره سالوه
11. اورسن ولز به نقش یو. اِن آون (صدای ناشناس روی نوار)
12. ناصر ملک مطیعی [۱] (بدون ذکر نام در عنوان‌بندی ابتدایی و انتهایی)
13. سپیده[۱] (بدون ذکر نام در عنوان‌بندی ابتدایی و انتهایی)

## مکانهای فیلمبرداری در ایران
بیشتر صحنه‌های این فیلم در اصفهان و برخی از آنها در اسپانیا فیلمبرداری شده‌اند. مکانهای فیلمبرداری در که از تاریخ ۱۴ بهمن ۱۳۵۲ در هتل شاه عباس در اصفهان آغاز شد شامل :
- صحنه‌های داخلی و حیاط: هتل عباسی (هتل شاه عباس)
- ورودی هتل: مسجد شاه اصفهان
- صحنه‌های بیرون هتل: میدان نقش جهان در اصفهان
- صحنه‌های بالکن و سالن هتل: عمارت عالی‌قاپو در اصفهان
- خرابه‌های کنار هتل: پرسپولیس (تخت جمشید)
- بیابان محل مرگ مارتینو: ارگ بم